# Gopalganj
Gopalganj é uma cidade e um município no distrito de Gopalganj, no estado indiano de Bihar.

## Geografia
Gopalganj está localizada a 26° 28′ N, 84° 26′ L. Tem uma altitude média de 66 metros (216 pés).

## Demografia
Segundo o censo de 2001, Gopalganj tinha uma população de 54.418 habitantes. Os indivíduos do sexo masculino constituem 53% da população e os do sexo feminino 47%. Gopalganj tem uma taxa de literacia de 63%, superior à média nacional de 59,5%: a literacia no sexo masculino é de 70% e no sexo feminino é de 55%. Em Gopalganj, 15% da população está abaixo dos 6 anos de idade.